# Jean-Luc Godard
Jean-Luc Godard (n. 3 decembrie 1930, Paris, Franța – d. 13 septembrie 2022, Rolle, cantonul Vaud, Elveția) a fost un regizor, scenarist și critic de film de origine franceză-elvețiană. 

## Biografie
În cinematografie, este recunoscut ca unul din pionerii curentului Noul val (La Nouvelle Vague). La fel ca  Éric Rohmer, François Truffaut, Claude Chabrol, Jacques Rivette, și el își începe cariera drept critic de cinema, în anii 1950. Scrie cu precădere articole pentru publicații precum: „Gazette du cinéma”,  „Cahiers du cinéma” și „Arts”. În paralel, filmează și scurtmetraje precum: Opération béton (1954), un documentar despre construirea barajului de la Grande-Dixence din Elveția, Une femme coquette (1955) inspirat de Maupassant și realizat fără buget, Tous les garçons s'appellent Patrick ; Charlotte et Véronique, un marivodaj scris împreună cu Éric Rohmer, Une histoire d'eau (1958), pe care îl montează pornind de la imagini filmate de către François Truffaut și, în sfârșit, Charlotte et son jules (1958).

## Filmografie selectivă

### Regizor
[+ s. și scenarist, p. = producător, a. = actor]
- 1960 Cu sufletul la gură (À bout de souffle), cu Jean-Paul Belmondo, Jean Seberg
- 1960 Micul soldat (Le petit soldat)[30]
- 1961 O femeie este o femeie (Une femme est une femme) [+ s.], cu Anna Karina
- 1962 Carabinierii (Les Carabiniers)
- 1962 A-și trăi viața (Vivre sa vie), cu Anna Karina
- 1963 Disprețul (Le Mépris), cu  Brigitte Bardot și Michel Piccoli
- 1964 O bandă aparte (Bande à part)
- 1964 O femeie măritată (Une femme mariée), cu Macha Méril
- 1965 Alphaville (Alphaville, une étrange aventure de Lemmy Caution)
- 1965 Pierrot nebunul (Pierrot le fou), cu Anna Karina
- 1966 Masculin feminin (Masculin féminin), cu Jean-Pierre Léaud și Marlène Jobert
- 1966 Made in U.S.A.
- 1967 Cea mai veche meserie din lume (Le plus vieux métier du monde) – film episodic, episodul: Anticipation, ou l'Amour en l'an 2000, cu Anna Karina și Marilù Tolo
- 1967 Chinezoaica (La Chinoise)
- 1967 Două sau trei lucruri pe care le știu despre ea (Deux ou trois choses que je sais d’elle), cu Marina Vlady
- 1982 Pasiune (Passion)
- 1983 Prenumele Carmen (Prénom Carmen)
- 1985 Detectiv (Détective)
- 1987 Regele Lear (King Lear)
- 2001 Elogiu dragostei (Éloge de l’amour)[31][32]
- 2004 Notre musique
- 2010 Film Socialisme (filmat pe Costa Concordia)
- 2014 Adieu au langage
- 2018 Le Livre d’image